# Калинин (Волгоградская область)
Калинин — хутор в Кумылженском районе Волгоградской области России. Входит в состав Шакинского сельского поселения. Население 4 чел. (2010).

## История
В Области Войска Донского это был хутор Калиновский (Калинов) Слащевской станицы. На хуторе существовала Предтеченская церковь, первым священником которой был Вениамин Петрович Назаров.

## География
Расположен в западной части региона, в лесостепи, в пределах Хопёрско-Бузулукской равнины, являющейся южным окончанием Окско-Донской низменности, на р. Средняя Елань. На восточной окраине находится пруд Сорочий.
Абсолютная высота 136 метров над уровнем моря.

## Население
| 2010 |
| ---- |
| 4    |

Гендерный состав
По данным Всероссийской переписи населения 2010 года в гендерной структуре населения из 4 жителей мужчин и женщин — по 2 человека (50 % каждая когорта).
Национальный состав
Согласно результатам переписи 2002 года, в национальной структуре населения
русские составляли 100 % из общей численности населения в 4 чел..

## Инфраструктура
Личное подсобное хозяйство.

## Транспорт
Через хутор проходит автодорога регионального значения «Жирновск — Рудня — Вязовка — Михайловка — Кумылженская — Вешенская (Ростовская область)» (в границах территории Волгоградской области) " (идентификационный номер 18 ОП РЗ 18К-5) (Постановление Администрации Волгоградской обл. от 24.05.2010 N 231-п (ред. от 26.02.2018) «Об утверждении Перечня автомобильных дорог общего пользования регионального или межмуниципального значения Волгоградской области»).